# Ehegattenvertretungsrecht
Der Begriff des Ehegattenvertretungsrechtes beschreibt im deutschen Familienrecht ab dem 1. Januar 2023 die gegenseitige gesetzliche Vertretung von Ehegatten in Angelegenheiten der Gesundheitssorge.

## Fundstelle im Gesetz
Geregelt ist dieses Instrument der gesetzlichen Vertretung in § 1358 BGB in der Fassung des Gesetzes zur Reform des Vormundschafts- und Betreuungsrechts vom 4. Mai 2021, dessen Nummer von 1958 bis 2022 unbesetzt war, hinter der Regelung der Schlüsselgewalt in § 1357 BGB. Sie wurde im Rahmen einer gleichzeitig in Kraft tretenden umfassenden Reform des Betreuungs- und Vormundschaftsrechts in das BGB aufgenommen.

## Zweck der Regelung
Ehegatten konnten nach dem zuvor geltenden Recht weder Entscheidungen über medizinische Behandlungen für ihren nicht mehr selbst handlungsfähigen Ehegatten treffen noch diesen im Rechtsverkehr vertreten, solange sie nicht als dessen rechtliche Betreuer bestellt oder von ihm durch eine Vorsorgevollmacht bevollmächtigt worden waren. Für medizinische Akutsituationen war im Koalitionsvertrag der 19. Wahlperiode des Bundestages die Schaffung eines gesetzlichen Notvertretungsrechts vereinbart worden.
Hintergrund der Regelung ist, dass in weiten Teilen der Bevölkerung ohnehin schon der Glaube vorherrschte, dass der Ehegatte in solchen Situationen ein Entscheidungsrecht habe. Tatsächlich konnte der Ehegatte bislang lediglich als Zeuge zur Beurteilung eines mutmaßlichen Patientenwillens beitragen.

## Rechtsentwicklung
Die Regelung entstand aufgrund der dritten entsprechenden Bundesratsinitiative; diejenige aus dem Jahre 2003 war an grundsätzlichen Bedenken, das Selbstbestimmungsrecht betreffend, gescheitert. Die zweite im Jahre 2016 blieb trotz Beschlussfassung des Bundestags wirkungslos, weil der Bundesrat die vom Bundestag vorgenommene Koppelung mit einer 15%igen Erhöhung der Betreuervergütung nicht akzeptieren wollte und der Gesetzesbeschluss mit der Neukonstituierung des Bundestags dem Diskontinuitätsprinzip anheimfiel.
Die Regelung ist inspiriert von der gesetzlichen Erwachsenenvertretung im österreichischen Familienrecht; die allerdings deutlich über die deutsche Regelung hinausgeht.

## Rechte des Ehegatten
Der Ehegatte hat nach der Neuregelung bis zur Bestellung eines Betreuers das Recht, in Untersuchungen und medizinische Behandlungen einzuwilligen,  diesbezügliche Verträge abzuschließen, ärztliche Aufklärung entgegenzunehmen und Ansprüche gegen Dritte, insbesondere gesundheitsbezogene Sozialleistungen geltend zu machen. Behandelnde Ärzte sind insoweit gegenüber dem vertretenden Ehegatten von ihrer Verschwiegenheitspflicht nach § 203 StGB entbunden (§ 1358 Abs. 2 BGB). Das Vertretungsrecht, welches vom Arzt zu bescheinigen ist, ist insgesamt auf 6 Monate befristet (§ 1358 Abs. 3 N. 4 BGB).

## Pflichten des Ehegatten
Der vertretungsberechtigte Ehegatte ist an die Patientenwünsche, insbesondere an die in einer Patientenverfügung enthaltenen, gebunden. Er darf seine eigenen Anschauungen nicht an die Stelle des Betroffenen setzen. Der Ehegatte bedarf der gleichen betreuungsgerichtlichen Genehmigungen wie ein rechtlicher Betreuer (nach den §§ 1829, 1831 Abs. 4 BGB), also bei gefährlichen Heilbehandlungen sowie der Beendigung und Nichteinleitung lebensverlängernder Maßnahmen und bei der Einwilligung in sog. sonstige freiheitsentziehenden Maßnahmen, wie einer Fixierung oder einem Bettgitter, die auf maximal 6 Wochen befristet sind.

## Ausschlüsse und sonstige Regelungen
Kein Ehegattenvertretungsrecht besteht, wenn für den Patienten eine andere Person mit einer Vorsorgevollmacht tätig ist oder ein rechtlicher Betreuer mit den in § 1358 Absatz 1 BGB genannten Aufgaben bestellt ist.
Das Ehegattenvertretungsrecht endet bei Wiedererlangung der Einwilligungsfähigkeit des Patienten, bei Beginn eines dauernden Getrenntlebens (§ 1567 BGB), spätestens nach 6 Monaten oder bei nachträglicher Bestellung eines rechtlichen Betreuers, für die in § 1358 Absatz 1 BGB genannten Aufgabenbereiche.
Ein Widerspruch gegen das Ehegattenvertretungsrecht kann im Zentralen Vorsorgeregister der Bundesnotarkammer eingetragen werden. 
Der Standesbeamte muss bei der Eheschließung auf das Ehegattenvertretungsrecht hinweisen (§ 12 Absatz 4 Personenstandsgesetz).